# Dotton
Dotton var en civil parish från 1858 till 1894 då den blev en del av Colaton Raleigh, i grevskapet Devon, i England. Civil parish var belägen 17 km från Exeter och hade 16 invånare år 1891. Byn nämndes i Domedagsboken (Domesday Book) år 1086, och kallades då Otrit.